# Hard science fiction
A hard science fiction (szó szerint: „keményvonalas tudományos fantasztikum” vagy „kemény science fiction”) a science fiction egy kategóriája, amelyik szigorúan figyelembe veszi és alkalmazza a természettudományos ismereteket, azokból logikus következtetéseket von le, és általában betartja a tudományos módszerekkel szemben támasztott követelményeket. A kifejezést könyvben először P. Schuyler Miller használta 1957-ben, amikor ismertetőt írt John W. Campbell, Jr. Astounding Stories-ban található Islands of Space-ről. A kiegészítő kifejezés soft science fiction (lágy science fiction, a "hard science fiction" ellentéte) először a késő 70-es években jelent meg, olyan science fiction-re utalva, aminek nem jellegzetessége a tudomány, vagy az írás idejében megsérti a tudományos megállapodásokat.
A kifejezés a "kemény" (természettudomány) és a "lágy" (társadalomtudomány) népszerű megfeleltetéséből ered. Egyik kifejezés sem merev rendszertan része, hanem olyan történetek jellemzésének megközelítő módjai, amiket az ismertetők hasznosnak találtak. Úgy szokás besorolni a science fiction történeteket, hogy nem csak "kemény" és "lágy" van, hanem elhelyezni a "keményebb"-től a "lágyabbig" tartó skálán.

## Tudományos merevség
A hard science fiction megnevezése a tudományos tartalom és hozzáállás és a többi elbeszélés és (néhány olvasónak) a tudomány "keménységének" vagy merevségének kapcsolatától függ. A hard science fiction egyik követelménye értelemszerű: egy történetnek pontosnak, logikusnak, hihetőnek kell lennie és merevnek a jelenlegi tudományos és műszaki ismeretekben, abban, milyen technológia, jelenség és helyzet elméletileg és gyakorlatilag lehetséges, és olyan későbbi felfedezések, amik nem érvénytelenítik ezt a minősítést. Például P. Schuyler Miller Arthur C. Clarke 1961-ben írt regényét, az A Fall of Moondustot hard science fictionnek hívta, és ez a megnevezés érvényes még most is, amikor tudjuk, hogy a „holdpor”, egy kulcsfontosságú cselekményelem nem létezik.
Van egy rugalmassági fok, milyen messzire mehet a „valódi tudománytól” egy történet, mielőtt elhagyja a hard science fiction világát. Néhány szerző lelkiismeretesen elkerül olyan technológiákat, mint a fénysebességnél gyorsabb utazás, de mások elfogadják az ilyen eszméket (néha ezekre „lehetővé tevő berendezésekként” utalnak, mivel ezek jóvoltából történhet meg a cselekmény) de olyan világok ábrázolására fókuszálnak, amit ilyen technológia lehetővé tehet. Ilyen nézet alapján egy történet tudományos „keménysége” nem annyira a tudományos tartalom abszolút pontossága, mint a merevség és tömörség, amivel az ötleteket és lehetőségeket megvalósítják.
A „kemény sci-fi” olvasói általában pontatlanságokat próbálnak felfedezni a történetekben, ezt a folyamatot hívják az írók „a játék”-nak, mondja Gary Westfahl. Például egy csoport az MIT-ben felfedezte, hogy a Hal Clement 1953-ban írt regényében, a Mission of Gravityben a Mesklin bolygónak éles széle lenne az egyenlítőnél, egy floridai gimnázium osztálya pedig kiszámította, hogy Larry Niven 1970-ben írt regényében, a Ringworld-ben (Gyűrűvilág) a felső földréteg már pár ezer éve belecsúszott volna a tengerekbe. Ugyanebben a könyvben egy hatalmas pontatlanság volt: a könyv címét adó Ringworld nincs stabil űrpályán és aktív stabilizálás nélkül a napba csapódna. Niven a könyv folytatásában, a The Ringworld Engineersben kijavította ezeket a hibákat.

## Jellegzetes művek
Kiadási dátum szerint időrendi sorrendben.

### Novellák
- Hal Clement: Uncommon Sense (1945)
- James Blish: Surface Tension (1952), (AThe Seedling Stars harmadik könyve [1957])[11]
- Tom Godwin: Rideg egyenletek (1954)[11]
- Poul Anderson: Kyrie (1968)[11]
- Frederik Pohl: Day Million (1971)[11]
- Larry Niven: Inconstant Moon (1971) és The Hole Man (1974)[11]
- Geoffrey A. Landis: A Walk in the Sun (1991)[12]
- Vernor Vinge: Fast Times at Fairmont High (2001)[12]

### Regények
- Hal Clement: Mission of Gravity (1953)[11]
- Arthur C. Clarke: Holdrengés (1961)[5]
- Stanisław Lem: Solaris (1961)
- Poul Anderson: Tau Zero (1970)
- James P. Hogan: The Two Faces of Tomorrow (1979)[5]
- Robert L. Forward: Dragon's Egg (1980)[13]
- Charles Sheffield: Between the Strokes of Night (1985)[5]
- Kim Stanley Robinson: A Mars trilógia (Red Mars (1992), Green Mars (1993), Blue Mars (1996))[14][15]
- Ben Bova: Grand Tour sorozat (1992-)
- Nancy Kress: Beggars in Spain (1993)[12]
- Greg Egan: Schild's Ladder (2002)[16]
- Gwyneth Jones: Life (2004)
- F.M. Busby: The Star Rebel 1984

## Fordítás
- Ez a szócikk részben vagy egészben  a   Hard science fiction című angol Wikipédia-szócikk fordításán alapul.  Az eredeti cikk szerkesztőit annak laptörténete sorolja fel. Ez a jelzés csupán a megfogalmazás eredetét és a szerzői jogokat jelzi, nem szolgál a cikkben szereplő információk forrásmegjelöléseként.

## További olvasmányok
- On Hard Science Fiction: A Bibliography, eredetileg itt kiadva: Science Fiction Studies #60 (1993 július).
- David G. Hartwell, "Hard Science Fiction,", Introduction to The Ascent of Wonder: The Evolution of Hard Science Fiction, 1994, ISBN 0-312-85509-5
- Kathryn Cramer's chapter on hard science fiction in The Cambridge Companion to SF, ed. Farah Mendlesohn & Edward James.
- Gary Westfahl. Cosmic Engineers: A Study of Hard Science Fiction (Contributions to the Study of Science Fiction and Fantasy). Greenwood Press (1996. február 28.). ISBN 0-313-29727-4
- A Political History of SF by Eric Raymond
- The Science in Science Fiction by Brian Stableford, David Langford, & Peter Nicholls (1982)